# OK Orchestra
- Este artigo foi inicialmente traduzido, total ou parcialmente, do artigo da Wikipédia em inglês cujo título é «OK Orchestra».

OK Orchestra (estilizada em tudo maiúsculo), abreviado como OKO, é o quarto álbum de estúdio da banda pop americana AJR. Foi lançado em 26 de março de 2021, pelo selo da banda, AJR Productions. O álbum foi produzido pelo membro da banda Ryan Met.

## Histórico
Durante a maior parte da produção de OK Orchestra, o álbum foi intitulado Mad Orchestra, com AJR pretendendo fazer um álbum no mesmo estilo do single "Bang!", soando "sombrio e maligno". A banda mais tarde decidiu por um som mais "melancólico, saudoso e esperançoso", pensando nas repercussões mentais negativas que surgiriam ao escrever um álbum sombrio. Eles substituíram o prefixo "Mad" do álbum por "OK" para representar o tema do álbum de "estar preocupado em se tornar irrelevante e obsoleto" no futuro, mas sentir-se "OK" no momento atual. Em uma entrevista ao lado de Rivers Cuomo, AJR confirmou que o título de OK Orchestra não foi baseado em "OK Computer" de Radiohead ou "OK Human" de Weezer, o qual apresenta a banda em um remix da música "All My Favorite Songs".

## Promoção e lançamento
Em fevereiro de 2020, AJR lançou o primeiro single do álbum, "Bang!", que se tornou um dos maiores sucessos do trio em 2021. O single foi originalmente planejado como uma faixa para uma versão deluxe de Neotheater, no entanto, isso nunca se concretizou e a música acabou se tornando o primeiro single do próximo álbum.

## Faixas
Todas as faixas foram escritas por Adam Met, Jack Met e Ryan Met, exceto onde indicado.
| OK Orchestra lista de faixas |                                             |                  |         |  |
| N.º                          | Título                                      | Compositor(es)   | Duração |  |
| 1.                           | "OK Overture"                               |                  | 4:31    |  |
| 2.                           | "Bummerland"                                |                  | 3:09    |  |
| 3.                           | "3 O'Clock Things"                          |                  | 3:47    |  |
| 4.                           | "My Play"                                   |                  | 3:10    |  |
| 5.                           | "Joe"                                       |                  | 3:33    |  |
| 6.                           | "Adventure Is Out There"                    |                  | 3:32    |  |
| 7.                           | "Bang!"                                     |                  | 2:51    |  |
| 8.                           | "The Trick"                                 |                  | 2:51    |  |
| 9.                           | "Ordinaryish People" (feat. Blue Man Group) | AJR e Jeff Quay  | 3:40    |  |
| 10.                          | "Humpty Dumpty"                             |                  | 3:38    |  |
| 11.                          | "World's Smallest Violin"                   |                  | 3:01    |  |
| 12.                          | "Way Less Sad"                              | AJR e Paul Simon | 3:28    |  |
| 13.                          | "Christmas in June"                         |                  | 4:40    |  |
| Duração total:               | Duração total:                              | Duração total:   | 45:49   |  |

## Ligações Externas
OK Orchestra no YouTube